# Kurumin Linux
Kurumin Linux es una distribución Linux brasilleña, actualmente descontinuada, basada en Knoppix, que mantiene el mismo sistema de detección de hardware de dicha distribución. Sin embargo, Kurumin fue creada de modo que fuese compacta, así, en sus versiones iniciales, podía caber en un miniCD de 80 mm.
En sus comienzos, su desarrollador Carlos Morimoto, comenzó el proyecto para fines de uso personal; sin embargo, al anunciar su creación en su  sitio web, mucha gente demostró interés en el proyecto, lo que estimuló a Morimoto a llevar el proyecto adelante. Según el sitio DistroWatch, Kurumin es la distribución Linux más popular de Brasil.
El nombre kurumin proviene de la lengua Tupí-Guaraní, donde curumim significa muchacho/niño, en alusión a una más ligera y simple distribución Linux, para principiantes en el sistema. La letra K en el inicio de la palabra, es una referencia a Knoppix. El logotipo de Kurumin es un pingüino con aspecto infantil; pequeño, simpático y delgado que Tux, el pingüino que representa a Linux. Otras características a notar es el tocado en la cabeza de la mascota y una bandera de Brasil en su barriga.
Estando enfocado en el idioma portugués, recientemente fue anunciada la formación de un grupo de trabajo para traducir las versión 6.0 al idioma inglés y al idioma español.

## Características principales
- Ligereza.
- Facilidad de uso.
- Hecha para el uso en Desktops (computadoras de escritorio).
- Los “iconos mágicos” (scripts) facilitan la instalación de nuevos programas y la configuración del sistema.
- El idioma portugués de Brasil como lengua nativa.
- Detección optimizada de hardware comúnmente usados en Brasil (a partir de la versión 4.1)
- Detección automática de varios modelos de softmodems.
- Poder ser ejecutado directo desde un CD, sin depender de un disco duro, con o sin otro sistema operativo instalado. Exactamente cuando se está ejecutado el CD, preserva todas sus capacidades, y también la capacidad de instalar nuevos programas. Sin embargo, para mantener los nuevos programas y los datos personales, ingresados o configurados, en la desconexión del sistema, es necesario un medio externo de almacenaje (como un pendrive). La velocidad del sistema (principalmente durante el arranque inicial de los programas) es menor cuando se ejecuta Kurumin desde el CD, pero el sistema sigue siendo usable.
- Velocidad de desarrollo, corrigiendo rápidamente cualquier bug.

## Versión actual
- Kurumin light,[4] publicada el 4 de enero de 2007 (Estable).[5]
- Versión 7.0R3 Final,[6] publicada el 17 de junio de 2007. Versión completa, final y estable release (lanzamiento) 3.

## El sistemaKurumin
El objetivo de Kurumin es ser una distribución destinanda al uso en desktops, fácil de usar e instalar, y que resuelva los problemas clásicos, como la falta de soporte a softmodems y la multimedia. Kurumin incluye drivers (controladores), para una gran variedad de modems, soporte a varios formatos de video, incluyendo Divx y Windows Media Video y una herramienta para instalar soporte a Flash. Todo esto está organizado de una forma intuitiva, pudiendo ser una distribución que sustituya directamente a Windows es una máquina de un usuario común. La idea es simplificar al máximo el uso y la configuración del sistema. Siguiendo esta filosofía, Kurumin viene con idioma portugués de Brasil por defecto, e intenta incluir solamente un programa para cada tarea, el mejor o más óptimo para cada categoría.
Más allá de servir como una excelente forma de aprender Linux para nuevos usuarios, Kurumin se puede utilizar en conjunto con un llave USB, u otro sistema del almacenaje portable, permitiendo al usuario poder utilizar sus programas y datos en cualquier PC. Kurumin es capaz detectar la llave USB durante el arranque, usando los recursos heredados de Knoppix, permitiendo que el usuario pueda trabajar normalmente en las PC ajenas. Para este tipo de uso fue creada Kurumin Light, de 181MB, cabiendo en un miniCD o en un pendrive de 256MB. Al ser instalado, Kurumin Light utiliza 500MB. Kurumin Light está disponible para descargar directa.
Kurumin es una de las distribuciones disponibles más ligeras hoy en día. Cuando se inicia el arranque del sistema desde un CD, el sistema consume solamente 53MB (versión 2.0). Un simple 233 MMX con 64MB, es suficiente para correr el sistema aceptablemente (en modo texto), mientras que con un Pentium II 266 con 128MB permite poder ver vídeos divx con calidad.
También es posible instalar Kurumin en el disco duro, utilizando "Instalar Kurumin en el disco duro", manteniendo las configuraciones actuales. Esta es una versión modificada del knx-hdinstall (Knoppix hard disk install, instalador al disco duro) de Knoppix, de modo que la instalación al disco duro se comporte de forma casi idéntica al CD, al contrario de Knoppix.
La instalación al disco duro es simple, ya que, el hardware es automáticamente detectado durante el arranque. El instalador es gráfico y la copia de los archivos demora, en promedio, unos cuatro minutos en un Celeron 600 con 128MB en un CD-ROM de 40x.
La instalación al HD consume apenas 1550MB, permitindo instalar Kurumin aún en computadores antiguos. Exactamente con KDE, el sistema consume solamente 44MB de memoria RAM durante el arranque (poco menos que al correr desde el CD), permitiendo correrlo aceptablemente en computadores relativamente antiguos.
La facilidad y rapidez de instalación está haciendo que algunos distribuidores de PC comiencen a usar Kurumin en PCs (sobre todo usados), en lugar de Windows 98 y Windows XP Home Edition/Windows XP Starter Edition. Esto permite reducir el costo de las computadoras y mantener las facilidades de uso.
Kurumin está basada en Knoppix, Kanotix y en Debian, por tanto, mantiene compatibilidad con los paquetes .deb que pueden ser encontrados en los CD de Debian, o en varios otros lugares. También es posible instalar programas automáticamente desde Internet, usando apt-get.
Por ejemplo: para instalar Firefox, basta con ejecutar el comando:
# apt-get update (para actualizar las listas de instalación de programas de apt-get)
# apt-get install mozilla-firefox (para instalar el programa)
El símbolo "#" significa que el comando debe ser ejecutado como root (o usuario con privilegios administrativos, como el "administrador" de Windows)
El trabajo de desarrollo de Kurumin se concentra en perfeccionar una plataforma que ya existe (desde Knoppix y del Proyecto Debian), mejorando sus recursos, en vez de reinventar un nuevo sistema de paquetes, nuevas herramentas de configuración, etc., como ocurre en otras distribuciones. Kurumin apunta ser una opción ideal para quien tiene su primer contacto con Linux y también para usuarios experimentados que puedan personalizar una distribución.
Así como ocurre con Knoppix, se pueden montar particiones existentes en el disco duro, incluyendo particiones NTFS (sólo en modo de lectura) y tener acceso los archivos almacenados. Es posible escribir en particiones NTFS con el uso de NTFS-3g.

## Otras funciones
Kurumin, más allá de poder ser usado como sistema operativo, puede utilizarse como un CD de recuperación de archivos o de particiones dañadas. Incluye herramentas como Dosfsdisk y Fsck, que permiten analizar el sistema de archivos del disco duro y corregir errores. Permiten verificar distintos sistemas de archivos, como NTFS, FAT32, EXT2, EXT3, ReiserFS, etc.
Se incluye también el F-prot (antivirus instalable desde los Íconos Mágicos, aún desde el CD!), que permite verificar particiones Linux y de Windows.
Por otra parte, Kurumin trae consigo GParted, un particionador gráfico, en idioma portugués, que permiten a redimensionar, crear y eliminar particiones de Linux (ext2, ext3, ReiserFS) y de Windows (FAT32 y NTFS), y otras como XFS; pudiendo utilizar Kurumin para reparticionar el disco duro.